# Arrhenatherum palaestinum
Arrhenatherum palaestinum là một loài thực vật có hoa trong họ Hòa thảo. Loài này được Boiss. mô tả khoa học đầu tiên năm 1854.